# Marina García Polo
Marina García Polo (Sevilha, 5 de dezembro de 2004) é uma nadadora artística espanhola.

## Carreira
Nos Jogos Europeus de Cracóvia 2023 conquistou duas medalhas de ouro.
Ela ganhou duas medalhas no Campeonato Mundial de Natação, ouro em 2023 e prata em 2024, e uma medalha de ouro no Campeonato Europeu de Natação de 2024.
Nos Jogos Olímpicos de Verão de 2024, em Paris, conquistou a medalha de bronze na competição por equipes na natação artística, ao lado de Txell Ferré, Lilou Lluís Valette, Meritxell Mas, Alisa Ozhogina, Paula Ramírez, Iris Tió e Blanca Toledano.